# Bærum SK

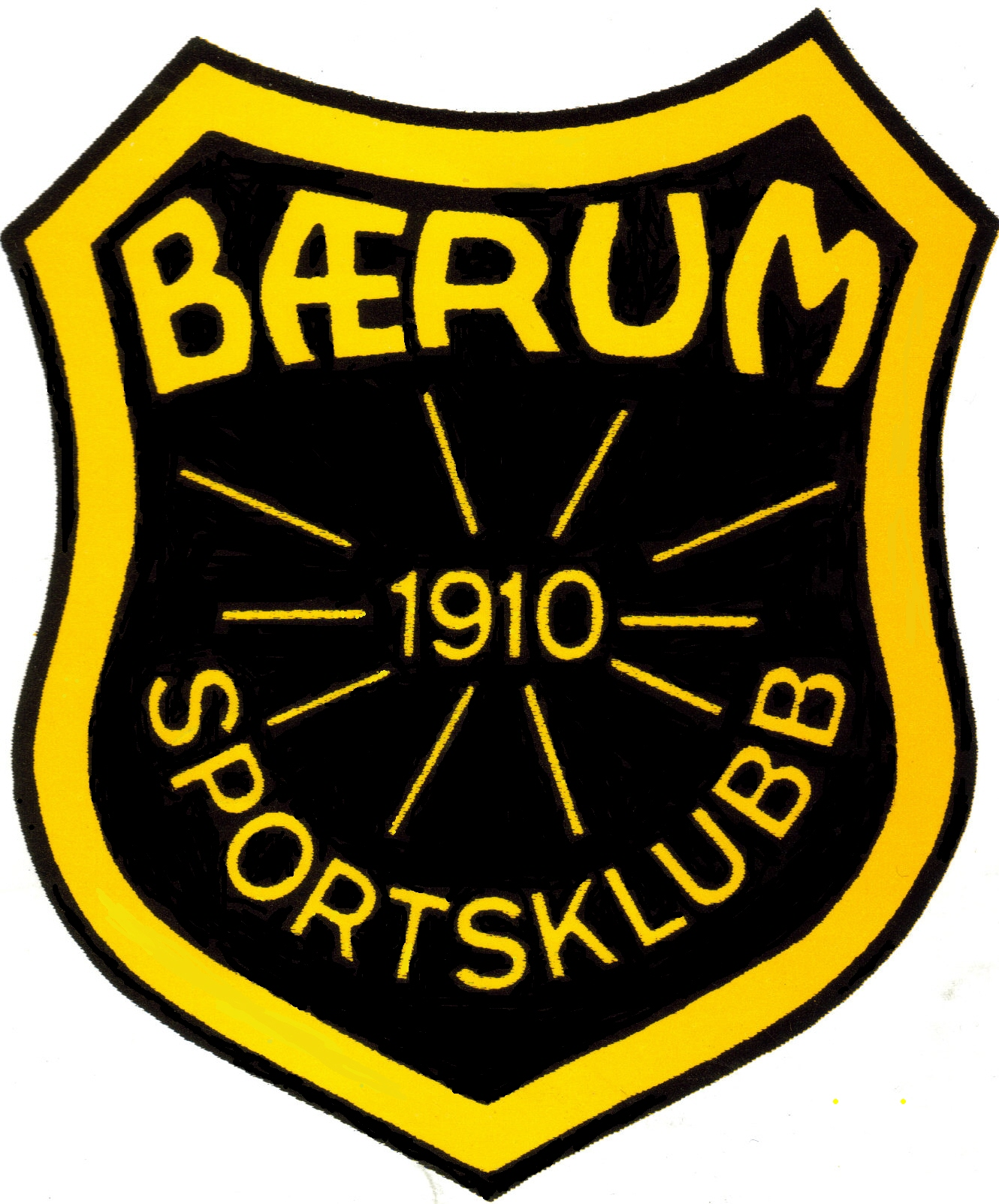
escudo del Baerum

El Bærum SK es un equipo de fútbol de Noruega que milita en la Fair Play ligaen, la tercera liga de fútbol más importante del país.

## Historia
Fue fundado el 26 de marzo de 1910 en la ciudad de Sandvika, en la municipalidad de Bærum con el nombre Grane FK, aunque poco tiempo después lo cambiaron a Grane SK debido a que se volvió un club multideportivo.
En 1946 cambiaron su nombre por el de IL Mode luego de fusionarse con sus vecinos del Saldvikia AIL, y tomaron su nombre actual en 1969. Tuvieron secciones en hockey sobre hielo, balonmano y bandy, pero actualmente solo cuentan con su sección de fútbol.

## Palmarés
- Fair Play ligaen Grupo 1: 1

2013

## Jugadores destacados
| - Lars Bohinen - Vidar Davidsen - Christer Basma - Thomas Finstad - Lutz Pfannenstiel - Bjørn Finstad - Anton Huus | - Kåre Martin Johnsen - Jan Wærø - Tor Vikenes - Steinar Hope - Jostein Johannessen - Peggy Joof, uno de los primeros africanos en jugar en Noruega. |